# Коншин, Гавриил Пантелеевич
Коншин Гавриил Пантелеевич (1671—1725) — сподвижник Петра I, офицер Преображенского полка, участник Северной войны, обер-провиантмейстер  Балтийского флота, полковник.

## Биография
Гаврило Коншин начал службу солдатом в Преображенском полку. В 1697 году в числе волонтёров третьего десятка Великого посольства был отправлен в Голландию. В Амстердаме по собственному желанию, вместе с волонтёрами Ермолаем Скворцовым, Иваном Володимеровым, Алексеем Петелиным, Ипатом Мухановым и Иваном Сенявиным — поступил матросом в голландский флот. В сентябре 1797 года отъехал «на море учиться».
После возвращения из Европы продолжил службу в Преображенском полку, принимал участие в баталиях Петра I во время Северной войны. В декабре 1706 года был произведён в капитаны-поручики. В 1710 году состоял гвардии капитаном-поручиком 8-й роты Преображенского полка.
Летом 1718 года капитан Коншин, в числе 127 человек, подписал смертный приговор сыну Петра — Алексею.
В 1718 году подполковник и лейб-гвардии капитан Преображенского полка Коншин был назначен обер-провиантмейстером Балтийского флота. Служил в этой должности более 10 лет и полностью соответствовал этой должности. По указанию Адмиралтейств-коллегии «Варить пиво в Ревеле, вместо кислых щей» для нижних чинов Котлинской эскадры, в 1718 году организовал пивоварение на адмиралтейских пивоварнях и регулярную доставку пива на корабли Балтийского флота.
В 1720 году полковник Коншин составил «Ведение» наличия и движения военнослужащих, мастеровых людей, и представил доклад генерал-адмиралу Ф. М. Апраксину, что позволило оценить дисциплинарную практику, наличие административных правонарушений и уголовных преступлений, уровень смертности личного состава флота.
Умер 12 июня 1725 года в Санкт-Петербурге, похоронен на Лазаревском кладбище Александро-Невской лавры. Могила и надгробие были обнаружены в результате археологических раскопок в 1927—1929 годов.